# Zabierzów (Petite-Pologne)
Pour les articles homonymes, voir Zabierzów.
Zabierzów est une localité polonaise, siège de la gmina de Zabierzów, située dans le powiat de Cracovie en voïvodie de Petite-Pologne.